# Jerbus petits superiors
Els  jerbus petits superiors (Rhombomyina) són una subtribu de rosegadors de la tribu dels gerbil·linis. Tenen un timpà senzill i un martell força gros, fet que els diferencia de la gran majoria d'espècies de la subtribu Gerbillina. És possible que Sekeetamys calurus, una espècie habitualment classificada com a incertae sedis, formi part de Rhombomyina.